# 王波 (1987年)
王波（1987年5月—），江苏涟水人，中华人民共和国政治人物。
2008年从东南大学机械工程学院机械设计制造及其自动化专业毕业，获工学学士学位。随后进入清华大学汽车工程系机械工程专业攻读博士研究生。2013年7月毕业后，到福建省龙岩市工作，任永丰新区管委会科技副主任。2014年9月至2015年3月，兼任永定县高陂镇党委委员、第一书记。2015年9月，任龙岩经济技术开发区党工委委员、管委会副主任。2016年6月，29岁的王波出任上杭县委副书记。7月起，任上杭代县长、县长。2021年1月，任上杭县委书记。2023年6月，升任龙岩市人民政府副市长。